# حیدرکول
حیدرکول (به ازبکی: Haydarkoʻl، حیدرکۉل)، دریاچهٔ حیدر (به ازبکی: Haydar koʻli، حیدر کۉلی) و یا دریاچه اَیدر (به ازبکی: Aydar koʻli، اَیدر کۉلی) یک دریاچه در ازبکستان است که در قزل‌قوم واقع شده‌است.